# Malachi Kirby
Malachi Kirby, född den 20 september 1989, är en brittisk skådespelare.

## Biografi
Malachi Kirby har medverkat i ett flertal filmer och TV-serier. Han har bland annat medverkat i serien Rötter där han spelade Kunta Kinte, en av seriens huvudpersoner. Han har även medverkat i den italienska TV-serien Devils. Där spelade han karaktären Oliver Harris, en av huvudrollerna. I serien A Thousand Blows spelade han boxaren Hezekiah Moscow, även det en av seriens huvudpersoner.

## Filmografi (i urval)
- 2016 – Rötter (TV-serie)
- 2016 – Fallen
- 2020 – Devils (TV-serie)
- 2021 – Boiling Point
- 2024 – A Thousand Blows (TV-serie)